# Хальденванг, Томас
Томас Хальденванг (нем. Thomas Haldenwang; род. 21 мая 1960, Вупперталь, Северный Рейн-Вестфалия, ФРГ) — немецкий юрист и государственный служащий, возглавлявший Федеральное ведомство по охране конституции Германии (нем. Bundesamt für Verfassungsschutz, BfV) с 2018 по 2024 год. Известен своей активной позицией в борьбе с правым экстремизмом и защитой демократических ценностей.

## Биография
Томас Хальденванг родился 21 мая 1960 года в Вуппертале. Изучал право в Университете Марбурга. После окончания университета работал в различных государственных учреждениях, включая Федеральное министерство внутренних дел Германии.
В 2009 году Хальденванг перешёл в Федеральное ведомство по охране конституции (BfV), где занимал различные руководящие должности. С 1 августа 2013 года он был заместителем президента BfV.
15 ноября 2018 года Хальденванг был назначен президентом BfV, сменив на этом посту Ханса-Георга Маассена.

## Деятельность на посту главы BfV
В период руководства Хальденванга BfV сосредоточило внимание на борьбе с правым экстремизмом. Он увеличил число сотрудников, занимающихся этим направлением, с 200 до 300 человек.
В 2021 году партия «Альтернатива для Германии» (AfD) и её молодёжное крыло были классифицированы как «объекты наблюдения» из-за подозрений в правом экстремизме.
Хальденванг предупреждал о росте антиправительственного экстремизма, подпитываемого авторитарными государствами, стремящимися дестабилизировать демократию в Германии.
В январе 2024 года Хальденванг выразил обеспокоенность тем, что общество стало менее восприимчивым к угрозам демократии, и призвал граждан активно противостоять правому экстремизму и антисемитизму.
В апреле 2024 года в статье для Frankfurter Allgemeine Zeitung он отметил, что свобода слова не должна служить прикрытием для антидемократических высказываний, что вызвало критику со стороны некоторых политиков и общественных деятелей.

## Политическая деятельность
В ноябре 2024 года Хальденванг ушёл с поста президента BfV, чтобы баллотироваться в Бундестаг от партии Христианско-демократический союз (CDU) по округу Вупперталь I. Несмотря на поддержку внутри партии, он не смог выиграть выборы, получив 24,3% голосов, уступив кандидату от Социал-демократической партии Германии (SPD) Хельге Линду, набравшему 33,6%.

## Личная жизнь
Женат, имеет двоих детей. До 2018 года активно участвовал в жизни евангелической общины в Вуппертале, занимая должности пресвитера и члена синода.